# Іраклій Цирекідзе
Іраклій Цирекідзе  (груз. ირაკლი ცირეკიძე, 3 травня 1982) — грузинський дзюдоїст, олімпійський чемпіон.

## Виступи на Олімпіадах
| Олімпіада  | Дисципліна        | Місце |
| ---------- | ----------------- | ----- |
| Пекін 2008 | середня категорія | 1     |

## Державні нагороди
- Президентський орден Сяйво (Грузія, 2018)[1]